# Могилёв-Подольский медицинский колледж
Могилёв-Подольский медицинский колледж - высшее учебное заведение в городе Могилёв-Подольский Могилёв-Подольского района Винницкой области Украины.

## История
В связи с расширением сети медицинских учреждений в 1930е годы возник вопрос о подготовке дополнительного количества медицинских кадров. 
В 1935 году народный комиссариат здравоохранения СССР принял решение о создании медицинской школы в городе Могилёв-Подольский. В апреле 1936 года медицинская школа с двухлетним сроком обучения была открыта, в августе 1936 года она объявила набор абитуриентов с 7-классным образованием. Действовали два отделения (готовившие медсестер и акушерок). Первые занятия начались в здании школы № 47, но в декабре 1936 года медшкола купила частный дом (по ул. Комсомольская, 5), который был переоборудован в учебный корпус.
В 1937 году город стал районным центром, в это время здесь действовали 4 больницы, один диспансер, водолечебница и детская поликлиника. В этом же году для медшколы был куплен ещё один частный дом, в котором было открыто общежитие на 15 мест. В общей сложности, до начала Великой Отечественной войны школа успела подготовить 562 медицинских работника.
После начала войны с 23 июня 1941 года начались воздушные бомбардировки города. Завершившие обучение выпускники были направлены в военкомат с присвоением им звания "медсестра", вместе с ними добровольцем в РККА вступил директор медшколы М. Д. Шенфельд.
4 июля 1941 советские войска отступили на левый берег Днестра, 7 июля 1941 года начались бои за Могилёв-Подольский. 19 июля 1941 года он был оккупирован немецко-румынскими войсками и включён в состав Румынии. В конце июля 1941 года здание стало частью гетто.
19 марта 1944 года город был освобождён советскими войсками.
В результате боевых действий и оккупации город серьёзно пострадал, однако уже в 1944 году медшкола возобновила работу (были набраны четыре учебные группы) и продолжила подготовку медсестёр.
12 июля 1954 года школа была преобразована в Могилёв-Подольское медицинское училище.
В 1966 году на баланс училища передали два здания площадью 800 кв.м, что позволило увеличить количество учащихся - с 250 человек до 578 человек в 1967-1968 учебном году.
20 апреля 2005 года решением Винницкого областного совета медицинское училище было переименовано в Могилёв-Подольский медицинский колледж.

## Современное состояние
Коммунальное учреждение здравоохранения «Могилёв-Подольский медицинский колледж» Винницкого областного совета является государственным высшим учебным заведением I уровня аккредитации, которое готовит младших медицинских специалистов по четырём специальностям: «Лечебное дело», «Сестринское дело», «Акушерское дело» и «Стоматология».